# Lina Romay
Lina Romay, pseudonimo di Rosa Maria Almirall Martínez (Barcellona, 25 giugno 1954 – Malaga, 15 febbraio 2012), è stata un'attrice e attrice pornografica spagnola. L'attrice è nota per aver girato più di 110 film, gran parte dei quali di genere pornografico e diretti da Jesús Franco, del quale è stata compagna per quasi quarant'anni.

## Biografia
Dopo il diploma si iscrive alla scuola d'arte Massana nell'autunno del 1970, iniziando a recitare in una compagnia di teatro amatoriale in lingua catalana. Sposa l'attore e fotografo Ramon Ardid ma in seguito i due divorziano. Adotta il nome d'arte di Lina Romay dall'omonima attrice e cantante jazz degli anni quaranta.
Nel 1972 il regista Jesús Franco, assistendo a una recita del dramma di Àngel Guimerà Terra Baixa, rimane impressionato dal talento della giovanissima attrice e decide di offrirle un ruolo nel suo film successivo, Relax baby (pellicola peraltro mai completata), che dà inizio alla carriera cinematografica di Lina Romay. I due diventeranno compagni, ma si sposeranno soltanto il 25 aprile 2008.
Muore il 15 febbraio 2012 a Malaga all'età di 57 anni, vittima di un tumore.

## Filmografia parziale
- Relax baby, regia di Jesús Franco (1973)
- Sospiri (La noche de los asesinos), regia di Jesús Franco (1973)
- Plaisir à trois, regia di Jesús Franco (1973)
- La comtesse perverse, regia di Jesús Franco (1973)
- Mais qui donc a violé Linda?, regia di Jesús Franco (1973)
- Un caldo corpo di femmina (La comtesse noire), regia di Jesús Franco (1974)
- Infedelmente vostra Celestina tuttofare (Celestine, bonne a tout faire), regia di Jesús Franco (1974)
- Karzan contro le donne dal seno nudo, regia di Jesús Franco (1974)
- Sexy diabolic story (Les possedées du diable), regia di Jesús Franco (1974)
- La coccolona (Midnight Party), regia di Jesús Franco (1975)
- Piaceri erotici di una signora Bene (Shining Sex), regia di Jesús Franco (1975)
- Rolls Royce Baby, regia di Erwinn C. Dietrich (1975)
- Penitenziario femminile per reati sessuali (Frauengefängnis), regia di Jesús Franco (1975)
- La felicità nel peccato (Les nuits brûlantes de Linda), regia di Jesús Franco (1975)
- Das Bildnis der Doriana Gray, regia di Jesús Franco (1976)
- Erotico profondo (Jack the Ripper), regia di Jesús Franco (1976)
- Greta, la donna bestia (Greta - Haus ohne Männer), regia di Jesús Franco (1976)
- Insaziabili notti di una ninfomane (Frauen ohne Unschuld), regia di Jesús Franco (1977)
- Cartas de amor de una monja, regia di Jorge Grau (1978)
- Ópalo de fuego, regia di Jesús Franco (1978)
- Sinfonía erotica, regia di Jesús Franco (1979)
- El sexo está loco, regia di Jesús Franco (1979)
- Apocalypsis sexual, regia di Carlos Aured (1980)
- Eugenie (Historia de una perversión), regia di Jesús Franco (1980)
- La noche de los sexos abiertos, regia di Jesús Franco (1981)
- Macumba sexual, regia di Jesús Franco (1981)
- Gemidos de placer, regia di Jesús Franco (1982)
- Mi conejo es el mejor, regia di Ricardo Palacios (1982)
- Botas negras, latigo de cuero, regia di Jesús Franco (1982)
- La casa de las mujeres perdidas, regia di Jesús Franco (1982)
- Mil sexos tiene la noche, regia di Jesús Franco (1982)
- Confesiones intimas de una exhibicionista, regia di Jesús Franco (1982)
- La mansión de los muertos vivientes, regia di Jesús Franco (1982)
- Oasis of the Zombies, regia di Jesús Franco (1982)
- Los blues de la calle pop, regia di Jesús Franco (1983)
- El hundimiento de la casa Usher, regia di Jesús Franco (1983)
- La sombra del judoka contra el Dr. Wong, regia di Jesús Franco (1983)
- ¿Cuánto cobra una espía?, regia di Jesús Franco (1984)
- Bahia blanca, regia di Jesús Franco (1984)
- Las ultimas de Filipinas, regia di Jesús Franco (1985)
- El ojete de Lulu, regia di Jesús Franco (1985)
- El chupete de Lulu, regia di Jesús Franco (1985)
- Un pito para tres, regia di Jesús Franco (1985)
- Entre pitos anda el juego, regia di Jesús Franco (1985)
- El mirón y la exhibicionista, regia di Jesús Franco (1986)
- Esclavas del crimen, regia di Jesús Franco (1986)
- La chica de los labios rojos, regia di Jesús Franco (1986)
- Lust for Frankenstein, regia di Jesús Franco (1998)
- Mari-Cookie and the Killer Tarantula, regia di Jesús Franco (1998)
- Vampire Blues, regia di Jesús Franco (1999)
- Red Silk, regia di Jesús Franco (1999)
- Broken Dolls, regia di Jesús Franco (1999)
- Helter Skelter, regia di Jesús Franco (2000)
- Vampire Junction, regia di Jesús Franco (2001)
- Killer Barbys vs. Dracula, regia di Jesús Franco (2002)
- Flores de la pasión, regia di Jesús Franco (2003)
- Flores de perversión, regia di Jesús Franco (2003)
- Snakewoman, regia di Jesús Franco (2005)